# Igensdorf
Igensdorf är en köping (Markt) i Landkreis Forchheim i Regierungsbezirk Oberfranken i förbundslandet Bayern i Tyskland.